# Tandubas
Tandubas é um município de  segunda classe de renda municipal (d) na província Tawi-Tawi, nas Filipinas. De acordo com o censo de 1 de maio  de  2020 possui uma população de 34 316 pessoas e 5 649 domicílios.